# 友谊水库 (东洋河)
友谊水库，原名衙门号水库，位于中华人民共和国河北省尚义县与内蒙古自治区兴和县之间，是东洋河干流上游的一座大型水库。水库工程于1958年开工，1963年主体完工，1970年续建，1973年完工。水库总库容1.16亿立方米。大坝为均质土坝，坝顶高程1200米，最大坝高40米，坝长287米，坝顶宽4米，坝址以上集水面积2250平方千米。水库承担着下游12万人口、2.53万公顷耕地和京包铁路防洪安全，并灌溉下游1.33万公顷农田。水库水面主要位于内蒙古兴和县境内，周边坏境宜人，已开辟为察尔湖旅游区，属于国家4A级旅游景区。